# Embalse la Luz
Embalse la Luz är en reservoar i Chile.   Den ligger i regionen Región de Valparaíso, i den södra delen av landet, 90 km väster om huvudstaden Santiago de Chile. Embalse la Luz ligger 342 meter över havet.
Runt Embalse la Luz är det i huvudsak tätbebyggt. Runt Embalse la Luz är det tätbefolkat, med 570 invånare per kvadratkilometer.